# Gibbifer californicus
Gibbifer californicus är en skalbaggsart som först beskrevs av Lacordaire 1842.  Gibbifer californicus ingår i släktet Gibbifer och familjen trädsvampbaggar. Inga underarter finns listade i Catalogue of Life.